# Akátius
Svatý Akátius (? – 8.květen 303 – 304 Byzantion), (řecky Ακακιος, latinsky Acacius nebo Acatius) podle akátových trnů, z latinského Agathius také Agát nebo Achatius, byl kappadocký voják římské armády, za císaře Diocletiana umučený pro víru, jeden ze Čtrnácti svatých pomocníků. Je uctíván jako svatý mučedník v římskokatolické, řeckokatolické a pravoslavné církvi.

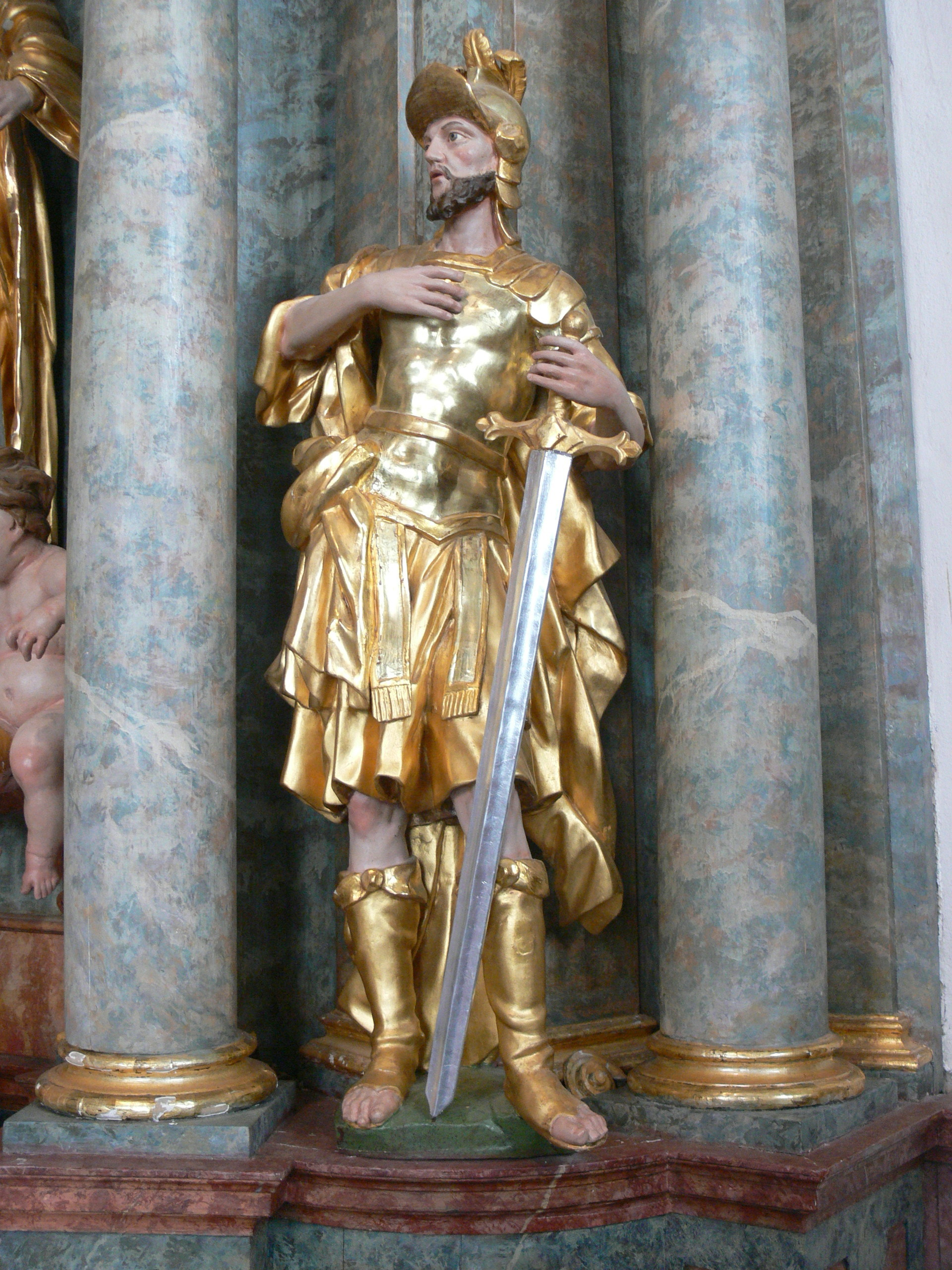
Kájov, Sv. Acacius na oltáři sv. Linharta

## Legenda
Patří k nedostatečně historicky doloženým světcům, kteří v současném římském martyrologiu a v některých hagiografických slovnících již chybí.
Podle pozdní legendy Akácius Byzantský sloužil jako velitel (setník, centurion) římské armády; byl jedním z křesťanských vojáků, jež dal císař Dioklecián uvěznit pro víru. Podle jedné verze se tak mělo stát v Perinthu v Thrákii (dnešním Bulharsku). Vojáci byli mučeni nabodáváním na suché trnité keře akátu.
Další líčení Akáciova osudu se zeměpisně liší a někdy se navzájem zaměňují tři různí světci: setník Akácius Byzantský s vojákem Achácem z Arménie a s biskupem sv. Akakiem melitenským. Akácius Byzantský měl být odveden do Byzantionu – Konstantinopole, kde byl zbičován a popraven mečem jako mučedník, protože se nevzdal své křesťanské víry. Oproti tomu Achác byl jedním z Deseti tisíc křesťanských vojáků římské legie a zemřel na hoře Ararat v Arménii).
Datum mučednické smrti je podle římskokatolického kalendáře 8. května, podle data translace ostatků 16. ledna.

## Úcta
Císař Konstantin Veliký údajně dal postavit Akáciovi chrám v Konstantinopoli. Jeho relikvie byly přeneseny asi roku 630 k prameni v jihoitalském Squillace, blízko něj Flavius Aurelius Cassiodorus později založil klášter Vivarium, nazývaný také San Agario. Relikvii z jeho paže squillacký biskup Marcello Sirleto roku 1584 přenesl do Guardavalle, rovněž v Kalábrii; patronem tohoto města je Achácius dosud. Další relikvie se dostaly do španělských měst Cuenca a Ávila, kde je světec uctíván pod jménem San Acato. Ve Slovinsku a Chorvatsku byly Akáciovi zasvěcovány kaple od 16. století, protože byl považován za patrona boje proti osmanským Turkům, stejně tak jej ctili Řekové na ostrově Mani.

## Vyobrazení
Sv. Akácius bývá vyobrazen samostatně jako voják v římské zbroji s mečem, jeho atributem je prut s trny, trnitá větev nebo mučednická trnová koruna. Ve skupině bývá zobrazen jako jeden ze Čtrnácti svatých pomocníků.

## Patrocinium
Bývá uctíván jako přímluvce v pokušení proti víře, v bázni před smrtí a ochránce před těžkými nemocemi. Proto bývá někdy také vyobrazen s Kristem Spasitelem u lůžka nemocného.